# Etén
Az etén (elavult nevén etilén) egy C2H4 összegképletű szerves vegyület. Az alkének legegyszerűbb képviselője, telítetlen szénhidrogén. Színtelen, kormozó lánggal égő gáz. Molekulája apoláris, vízben rosszul, szerves oldószerekben (például toluolban, éterben) jól oldódik. Jelentősége nagy, etilénből gyártják a polietilént, ami fontos műanyag. Növényi hormon, gyorsítja a gyümölcsök érését és szabályozza a növények virágzását.

## Fizikai tulajdonságai
Színtelen, nem mérgező, édeskés szagú gáz. Levegőnél kisebb sűrűségű. Vízben rosszul oldódik (apoláris). Molekulái között gyenge másodrendű, diszperziós kölcsönhatás lép fel, ezért olvadás- (−169 °C) és forráspontja (−104 °C) is alacsony.

## Kémiai tulajdonságai
Az etilén az alkének közé tartozik, az alkének az alkánokkal ellentétben nagyon reakcióképesek telítetlen kötésük miatt.

### Égése
Az etilén meggyújtásakor világító, kormozó lánggal ég. A kormozó láng arra utal, hogy az etilén égése magas szén- és alacsony hidrogéntartalma miatt nem tökéletes. A világító láng azzal magyarázható, hogy az el nem égett koromszemcsék izzanak.
Az égés reakcióegyenlete (tökéletes égés esetén):
{\displaystyle \mathrm {CH_{2}{=}CH_{2}+3\ O_{2}\longrightarrow 2\ H_{2}O+2\ CO_{2}} }
Az etén levegővel robbanóelegyet alkot.

### Addíciós reakciói
Az etilén kétszeres kötése igen hajlamos addíciós reakciókra. Addíciós reakcióban két vagy több molekula egyesül, melléktermék nem képződik. Az etilén könnyen addícionál halogéneket. A reakció brómmal a következő egyenlet szerint játszódik le:
{\displaystyle \mathrm {CH_{2}{=}CH_{2}+Br_{2}\longrightarrow CH_{2}Br{-}CH_{2}Br} }
A folyamatban 1,2-dibrómetán képződik. Hidrogén-halogenidekkel is addíciós reakcióba lép, hidrogén-klorid addíciójakor például klóretán keletkezik:
{\displaystyle \mathrm {CH_{2}{=}CH_{2}+HCl\longrightarrow CH_{3}{-}CH_{2}Cl} }
Katalizátor (például finom eloszlású platina) jelenlétében hidrogénnel addíciós reakcióba vihető, telíthető. Az etilén telítésekor etán keletkezik.
{\displaystyle \mathrm {CH_{2}{=}CH_{2}+H_{2}\longrightarrow CH_{3}{-}CH_{3}} }
A hidrogén-halogenidekkel analóg módon addícionál kénsavat is, etil-hidrogénszulfát (savanyú kénsavészter) keletkezése közben. 
{\displaystyle \mathrm {CH_{2}{=}CH_{2}+H_{2}SO_{4}\longrightarrow CH_{3}{-}CH_{2}{-}OSO_{2}OH} }
Az etilén vízaddíciója kénsav jelenlétében megy végbe. Az etilén először kénsavat addícionál, majd a keletkező etil-hidrogénszulfát hidrolízise során etanol képződik:
{\displaystyle \mathrm {CH_{3}{-}CH_{2}{-}OSO_{2}OH+H_{2}O\longrightarrow C_{2}H_{5}OH+H_{2}SO_{4}} }
Szén-monoxid és hidrogén addíciója etilénre propionaldehidet eredményez (hidroformilezés).
{\displaystyle \mathrm {CH_{2}{=}CH_{2}+H_{2}+CO\longrightarrow CH_{3}{-}CH_{2}{-}CHO} }

### Oxidációs reakciók
Az etilén enyhe oxidációjakor (H2O2 vagy lúgos közegben KMnO4 hatására) egy epoxid (etilén-oxid) jön létre átmeneti termékként, majd az etilén-oxid etilénglikollá hidrolizál. Az epoxidok háromtagú oxigéntartalmú gyűrűt tartalmazó heterociklusos vegyületek. Az etilén-oxid szerkezete az éterekre hasonlít (gyűrűs éternek tekinthető). Nagyon reakcióképes, könnyen bomlik.

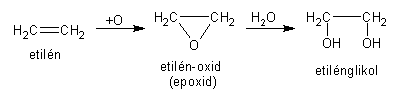
Az etilén enyhe oxidációja

Az etilén erőteljes oxidációjakor (KMnO4 hatására kénsavas közegben) a telítetlen kötés felhasad és két molekula hangyasav képződik.
Szintén az etilén oxidációs reakciói közé tartozik az ozonidos lebontása is. Az ozonidos lebontás ózongáz hatására játszódik le. A folyamat lánchasadással jár. A lebontás során gyűrűs termék keletkezik. A képződő ozonid robbanékony vegyület. Az ozonidot többféleképpen el lehet bontani, hidrolízise során például aldehid keletkezik.
Etilénből és ecetsavból oxigén és katalizátor jelenlétében vinil-acetát keletkezik. Ez egy több lépésben lejátszódó oxidációs reakció.
{\displaystyle \mathrm {CH_{3}{-}COOH+CH_{2}{=}CH_{2}\longrightarrow CH_{3}{-}COO{-}CH{=}CH_{2}+H_{2}O} }

### Polimerizáció (poliaddíció)
A poliaddíció a polimerizáció egyik fajtája. Több etilénmolekula kapcsolódik össze makromolekulává, polimerré. A poliaddíció során az addícióhoz hasonlóan nem keletkezik melléktermék. Az etilén polimerizációja katalizátor hatására megy végbe. A polimerizáció során polietilén képződik.
{\displaystyle \mathrm {n\ CH_{2}{=}CH_{2}\longrightarrow [-CH_{2}{-}CH_{2}-]_{n}} }

## Előállítása
Az etilén ipari méretekben kőolaj vagy földgáz krakkolásával állítható elő. A krakkgázok jelentős mennyiségű etilént tartalmaznak. Laboratóriumban előállítható etanolból kénsavval vízelvonással vagy 1,2-dibrómetánból (vagy 1,2-diklóretánból) eliminációval. Az elimináció cink hatására játszódik le a dibrómetán (vagy diklóretán) alkoholos oldatának melegítésekor.
{\displaystyle \mathrm {C_{2}H_{5}OH\longrightarrow CH_{2}{=}CH_{2}+H_{2}O} }
{\displaystyle \mathrm {BrCH_{2}{-}CH_{2}Br+Zn\longrightarrow CH_{2}{=}CH_{2}+ZnBr_{2}} }

## Biológiai jelentősége
Az etilén növényi hormon, a gyümölcsök érését gyorsítja, és a növények virágzására hat. A magvak csírázását, és a hagymák és a gumók kihajtását befolyásolja. Az etilént a kertészetben és a gyümölcstermesztésben is felhasználják hormonhatása miatt, mivel a zölden szedett gyümölcsöknek (például banánnak) segíti az utóérését, és időzíthető vele egyes dísznövények virágzása (bizonyos határok között).

## Fordítás
- Ez a szócikk részben vagy egészben  az   Ethylene című angol Wikipédia-szócikk ezen változatának fordításán alapul.  Az eredeti cikk szerkesztőit annak laptörténete sorolja fel. Ez a jelzés csupán a megfogalmazás eredetét és a szerzői jogokat jelzi, nem szolgál a cikkben szereplő információk forrásmegjelöléseként.
- Ez a szócikk részben vagy egészben  az   Ethen című német Wikipédia-szócikk ezen változatának fordításán alapul.  Az eredeti cikk szerkesztőit annak laptörténete sorolja fel. Ez a jelzés csupán a megfogalmazás eredetét és a szerzői jogokat jelzi, nem szolgál a cikkben szereplő információk forrásmegjelöléseként.